# Sabri Mosbah
Sabri Mosbah ou Sabry Mosbah (arabe : صبري مصباح), né le 30 janvier 1982 à Tunis, est un chanteur, compositeur et guitariste tunisien. Il est considéré comme l'un des leaders de la nouvelle scène tunisienne émergente. C'est le fils du musicien, compositeur et chanteur Slah Mosbah.

## Biographie
Né dans une famille d'artistes haratins, il s'intéresse très tôt à la musique : il commence en 2000 en tant que technicien du son, arrangeur musical et régisseur musical dans différents studios d'enregistrement ainsi que dans une maison de production. À cette période, il commence à apprendre le clavier et la guitare.
Début 2010, en accompagnant avec sa guitare le oudiste Fadhel Boubaker et le chanteur Fahmi, le trio remet au goût du jour la chanson Madhlouma, qui génère un grand succès sur les réseaux sociaux.
En octobre de la même année, il fait la connaissance du slameur tunisien Hatem Karoui, qu'il accompagne à la guitare lors du festival d'arts urbains Dream City dans la médina de Tunis. Depuis, un duo s'est formé et s'est consolidé au fur et à mesure des représentations, ce qui donne finalement naissance au spectacle KIF KIF dont la première a lieu à l'abbaye de Neimënster au Luxembourg, suivie par plusieurs représentations en Tunisie et en France, notamment à l'Olympia de Paris.
Il lance sa chaîne YouTube en 2015 avec les Kitch'Session, vidéos dans lesquelles il fait diverses reprises de chansons tunisiennes mais aussi des classiques du répertoire rock, comme par exemple Creep de Radiohead. Progressivement, il développe la volonté d'écrire ses propres titres et publie Mansi't, qui connaît un beau succès sur les réseaux sociaux en Tunisie ainsi qu'en France, comme décrit par le média Onorient.
En 2016, l'Office national du tourisme tunisien lance l'initiative Tounes Like visant à promouvoir le tourisme en Tunisie. Dans ce cadre, Mosbah est choisi pour figurer dans un clip promotionnel dans lequel il reprend une célèbre chanson de son père, Ya Tounes El Kadhra. Il se produit également au Festival international d'Hammamet.
En 2017, il clôt le festival Jazz à Carthage avec Akua Naru, et se produit au Tabarka Jazz Festival puis au Festival international de Carthage. La même année sort son premier album, conçu entre Paris, Tunis et Bruxelles, ASLY (« Mes racines ») et qui traduit ses influences musicales multiples : tant la musique tunisienne de son enfance que des sonorité rock et folk. Il est assisté pour sa réalisation par Sofyann Ben Youssef, pianiste et producteur. Au travers ses textes en dialecte tunisien, il exprime toute la diversité de son pays, mêlant modernité et tradition.
En 2018, il se produit à l'Alhambra de Paris dans le cadre du Festival Au fil des voix, au Chellah de Rabat durant le Festival Mawazine, au Théâtre Fairmount de Montréal en ouverture du Festival international Nuits d'Afrique et à l'Institut du monde arabe.
En 2019, il participe à One night in Tunisia, un concert organisé par Soraya Nefissi et regroupant dix artistes tunisiens organisé à l'Olympia de Paris.

## Discographie
- 2017 : Mes racines (Accords Croisés)